# Huánuco
Huánuco (kečuánsky Wanuku) je město v Peru. Žije v něm přibližně 197 tisíc obyvatel a je hlavním městem departementu Huánuco. Dělí se na obvody Huánuco, Amarilis a Pillco Marca. Město založil v roce 1539 Gómez de Alvarado pod názvem La muy noble y leal ciudad de los Caballeros de León de Huánuco.
Město leží na soutoku řek Huallaga a Higueras. Nachází se v oblasti tierra templada v nadmořské výšce přes 1800 metrů. Má příjemné klima s průměrnou roční teplotou 18,7 °C bez větších sezónních výkyvů a s mnoha slunečnými dny, využívá se proto k léčbě respiračních chorob. V okolí města se pěstuje kávovník, anona, avokádo, mango a cukrová třtina. Nedaleko Huánuca se nachází ropné pole Aguas Calientes.
Městem prochází silnice Carretera Central. V oblasti okolo Huánuca se nacházejí četné památky z předkolumbovského období, jako je Quillarumi, Wanakupampa a Kotosh s Chrámem zkřížených rukou. Přírodní zajímavostí je pětice propojených jezer Lagunas de Pichgacocha. Město je sídlem diecéze, katedrála Pána z Burgosu vznikla roku 1618 a ve dvacátém století byla nahrazena modernistickou stavbou švýcarských architektů. V roce 1984 byla v Huánucu založena privátní univerzita. Nachází se tu rovněž fotbalový stadion Estadio Heraclio Tapia.  
Rodákem z Huánuca byl Daniel Alomía Robles, autor písně El cóndor pasa.